# Dead Set (álbum)
Dead Set es el noveno álbum en vivo de la banda estadounidense Grateful Dead. Fue lanzado en agosto de 1981 bajo el sello Arista. Contiene material en vivo grabado entre septiembre y octubre de 1980.

## Lista de canciones
1. "Samson and Delilah" (Bob Weir) – 5:02
2. "Friend of the Devil" (John Dawson, Robert Hunter, Jerry Garcia) – 7:28
3. "New Minglewood Blues" (Weir) – 4:41
4. "Deal" (Hunter, Garcia) – 4:36
5. "Candyman" (Hunter, Garcia) – 7:15
6. "Little Red Rooster" (Willie Dixon) – 4:31
7. "Loser" (Hunter, Garcia) – 5:45
8. "Passenger" (Peter Monk, Phil Lesh) – 3:21
9. "Feel Like a Stranger" (John Perry Barlow, Weir) – 5:41
10. "Franklin's Tower" (Hunter, Garcia, Bill Kreutzmann) – 5:22
11. "Rhythm Devils" (Mickey Hart, Kreutzmann) – 4:02
12. "Space" (Hart, Kreutzmann, Lesh, Brent Mydland) – 2:29
13. "Fire on the Mountain" (Hunter, Hart) – 6:30
14. "Greatest Story Ever Told" (Hunter, Hart, Weir) – 4:04
15. "Brokedown Palace" (Hunter, Garcia) – 5:42

## Personal
- Jerry Garcia – voz, guitarra
- Mickey Hart – batería
- Bill Kreutzmann – batería
- Phil Lesh – bajo
- Brent Mydland – teclados, voz
- Bob Weir – guitarra, voz

## Listas
Álbum—Billboard
| Año  | Lista      | Posición |
| ---- | ---------- | -------- |
| 1981 | Pop Albums | 29       |